# Bangkok FC
Bangkok Bravo Football Club (Thais: สโมสรฟุตบอลบางกอก บราโว) is een Thaise voetbalclub uit Bangkok. De club speelt momenteel in de Thaise League 2.
De club speelt haar wedstrijden in de Thai Division 2 League nadat ze degradeerde in de Thai Division 1 League, in 2007.

## Bekende (oud-)spelers
- Wellington Rocha